# Pradeep Kumar Rawat

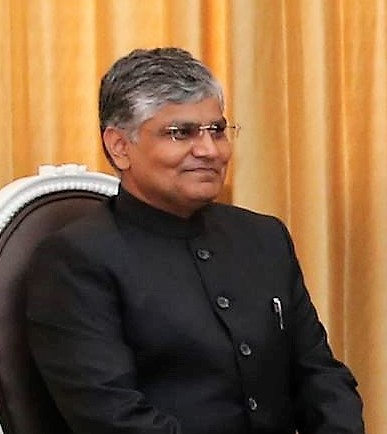
Pradeep Kumar Rawat (2018)

Pradeep Kumar Rawat ist ein indischer Diplomat.

## Werdegang
Rawat trat 1990 in den Auswärtigen Dienst Indiens ein. Zwischen 1992 und 1997 arbeitete er in Hongkong und Peking. Nach seiner Rückkehr nach Delhi 1997 arbeitete er drei Jahre lang in der Abteilung Ostasien des Außenministeriums. Danach war er erster Sekretär der indischen Mission auf Mauritius. Zwischen 2003 und 2007 war er stellvertretender Chef der indischen Botschaft in Peking und von 2007 bis 2009 Direktor für China in der Abteilung Ostasien. Danach folgten zehn Monate, an denen er an die South Asian University abgestellt wurde. Schließlich war Rawat von August 2013 bis August 2017 Joint Secretary im Außenministerium.
Am 11. September 2017 wurde Rawat zum indischen Botschafter in Indonesien und Osttimor ernannt. Seine Akkreditierung für Osttimor übergab Rawat am 22. Februar 2018.

## Sonstiges
Rawat ist Vegetarier. Er spricht fließend Chinesisch und ist verheiratet mit Shruti Rawat. Zusammen haben sie zwei Töchter.